# Koszykówka na Światowych Wojskowych Igrzyskach Sportowych 2011
Koszykówka na 5. Światowych Wojskowych Igrzyskach Sportowych – turniej mężczyzn rozegrany w Rio de Janeiro podczas igrzysk wojskowych w dniach 17-24 lipca 2011 roku. Zawody zostały rozegrane w HSBC Arena, gdzie wystąpiło 12 drużyn męskich.

## Harmonogram
| Lipiec 2011 | 16 So | 17 Ni | 18 Po | 19 Wt | 20 Śr | 21 Cz | 22 Pi | 23 So | 24 Ni |
| ----------- | ----- | ----- | ----- | ----- | ----- | ----- | ----- | ----- | ----- |
| Koszykówka  |       |       |       |       |       |       |       |       | F     |

Legenda
|  | Dzień zawodów |  | Finał (F) |

## Uczestnicy
W turnieju brało udział łącznie dwanaście reprezentacji.

- Brazylia
- Cypr
- Grecja
- Kanada
- Katar
- Kazachstan
- Korea Południowa
- Litwa
- Stany Zjednoczone
- Trynidad i Tobago
- Uzbekistan
- Włochy

## System rozgrywek

### Faza grupowa
Drużyny uczestniczące w rozgrywkach zostały podzielone na dwie grupy po sześć zespołów. Każda drużyna grała ze wszystkimi innymi drużynami w grupie tzw systemem kołowym (tj. każdy z każdym, po jednym meczu). Zwycięzca meczu otrzymywał 2 punkty, natomiast przegrany 1 punkt. O kolejności w grupie decydowały zdobyte punkty. W przypadku równej ilości punktów o miejscu w grupie decydował bilans - różnica punktowa (co miało miejsce w przypadku ustalenia pozycji w grupie B). Nie rozgrywano meczów pocieszenia pomiędzy drużynami, które w grupach zajęły 5-6 miejsca. Zespołom zajmującym piąte miejsca w swoich grupach przyznano 9 i 10. miejsce w klasyfikacji końcowej. To samo dotyczyło szóstych miejsc w grupach, którym przyznano 11 i 12 pozycję.

### Faza pucharowa
Cztery pierwsze z każdej grupy awansowały do fazy pucharowej (ćwierćfinałów). Zwycięzcy tych starć awansowali do półfinałów. Drużyny, które przegrały mecze półfinałowe, rozegrały mecz o 3. miejsce, natomiast zwycięzcy rywalizowali w finale o mistrzostwo igrzysk wojskowych.
Rozstawienie drużyn
|  | Ćwierćfinały * A1 – B4 * A2 – B3 * A3 – B2 * A4 – B1 |  | Półfinały * A1/B4 – A3/B2 * A2/B3 – A4/B1 |

## Medaliści
| Konkurencja | Złoto | Srebro | Brąz |
| Mężczyźni   | Brazylia Tiago Nishikawa Wagner Mattos José Estevam Ferreira Júnior Wellington Santos Arthur Silva Fernando Coloneze Frederico Lima Santos Luiz Felipe Lemes Shilton Santos Tiago Lima Audrei Parisotto Luiz Felipe Ribeiro Frederico Rossi dos Santos Trener: Alberto Bial | Grecja Thomas Nikos Dimitrios Kompodietas Antonios Gkontopoulos Dionisios Kapiniaris Nikolaos Tsoutsos Georgios Tirlas Themistoklis Koupidis Ioannis Psathas Serafim Theos Nikos Papanikolaou Alexandros Petroulas Dimitris Katiakos Trener: Georgios Skropolithas | Stany Zjednoczone Paul Nelson Matthew McCraw Andrew Henke Cleveland Richard Kevin Clark John Frye Marcus Nelson Will Lewis Matt Holland Andre Harp-Thomas Vernando Harris Jammar Major Trener: Tyron Wright |

## Rozgrywki

### Faza grupowa
Legenda
|  | Awans do fazy pucharowej |  | Odpadnięcie z turnieju |

#### Grupa A
| Miejsce | Drużyna           | Mecze | Punkty | Zwyc. | Por. | Kosze   | Bilans |
| ------- | ----------------- | ----- | ------ | ----- | ---- | ------- | ------ |
| 1       | Stany Zjednoczone | 5     | 10     | 5     | 0    | 428-297 | +131   |
| 2       | Grecja            | 5     | 9      | 4     | 1    | 404-293 | +111   |
| 3       | Trynidad i Tobago | 5     | 8      | 3     | 2    | 324-332 | -8     |
| 4       | Korea Południowa  | 5     | 7      | 2     | 3    | 381-361 | +20    |
| 5       | Cypr              | 5     | 6      | 1     | 4    | 297-371 | -74    |
| 6       | Kanada            | 5     | 5      | 0     | 5    | 254-434 | -180   |

| 17 lipca 201109:00 | Grecja                                                              | 83:47(17:12, 19:11, 25:8, 22:16) | Cypr                                                        | HSBC Arena, Rio de Janeiro Sędzia: - Ciano Edoardo - Gianluca Mattioli - Vitenis Kaslauskas |
| 17 lipca 201109:00 | Pkt:Dimitrios Kompodietas 16 Zb:Georgios Tirlas 9 As:Thomas Nikos 5 | 83:47(17:12, 19:11, 25:8, 22:16) | Pkt:Simon Michael 19 Zb:Simon Michael 19 As:Antonov Vanco 4 | HSBC Arena, Rio de Janeiro Sędzia: - Ciano Edoardo - Gianluca Mattioli - Vitenis Kaslauskas |

| 17 lipca 201111:10 | Trynidad i Tobago                                         | 68:53(26:9, 7:16, 15:17, 20:11) | Kanada                                                     | HSBC Arena, Rio de Janeiro Sędzia: - Jonas Pereira - Vitenis Kaslauskas - Francisco Lima Filho |
| 17 lipca 201111:10 | Pkt:Stephen Lewis 19 Zb:Reyon Wilson 5 As:Stephen Lewis 2 | 68:53(26:9, 7:16, 15:17, 20:11) | Pkt:Nicholas Cooke 25 Zb:Nicholas Cooke 7 As:G. Anderson 2 | HSBC Arena, Rio de Janeiro Sędzia: - Jonas Pereira - Vitenis Kaslauskas - Francisco Lima Filho |

| 17 lipca 201120:10 | Stany Zjednoczone                                    | 76:68(18:14, 20:26, 15:17, 23:11) | Korea Południowa                                           | HSBC Arena, Rio de Janeiro Sędzia: - Romualdas Brazauskas - Ravshan Ganiev - Mauricio Serour |
| 17 lipca 201120:10 | Pkt:Matthew McCraw 25 Zb:John Frye 8 As:Will Lewis 4 | 76:68(18:14, 20:26, 15:17, 23:11) | Pkt:Gwang Jae Lee 19 Zb:Ham Jim Hoon 6 As:Byung Hun Kang 3 | HSBC Arena, Rio de Janeiro Sędzia: - Romualdas Brazauskas - Ravshan Ganiev - Mauricio Serour |

| 18 lipca 201111:10 | Cypr                                                           | 68:53(10:6, 22:10, 14:7, 20:19) | Kanada                                                  | HSBC Arena, Rio de Janeiro Sędzia: - Patrick Rosenow - Yunus Janahi - Otto Wayne |
| 18 lipca 201111:10 | Pkt:Simon Michael 19 Zb:Andreas Stylianou 8 As:Simon Michael 4 | 68:53(10:6, 22:10, 14:7, 20:19) | Pkt:David Lloyd 10 Zb:Nicholas Cooke 7 As:David Lloyd 2 | HSBC Arena, Rio de Janeiro Sędzia: - Patrick Rosenow - Yunus Janahi - Otto Wayne |

| 18 lipca 201120:10 | Korea Południowa                                                                       | 63:75(16:21, 21:19, 6:15, 20:20) | Grecja                                                              | HSBC Arena, Rio de Janeiro Sędzia: - Oralia Guenther - Vytenis Kazlauskas - Vander Nunes Jr. |
| 18 lipca 201120:10 | Pkt:Woo Kyum Kim 10 Zb:J.G.Lee, Y.H.Kim, H.M.Lee 4 As:Byung Hun Kang, Yeong Hwan Kim 2 | 63:75(16:21, 21:19, 6:15, 20:20) | Pkt:Dimitris Katiakos 21 Zb:Nikos Papanikolaou 10 As:Thomas Nikos 5 | HSBC Arena, Rio de Janeiro Sędzia: - Oralia Guenther - Vytenis Kazlauskas - Vander Nunes Jr. |

| 18 lipca 201121:50 | Trynidad i Tobago                                          | 54:74(19:12, 17:16, 6:22, 12:24) | Stany Zjednoczone                                        | HSBC Arena, Rio de Janeiro Sędzia: - Choi Moon Shing - Ciano Edoardo - Gianluca Mattioli |
| 18 lipca 201121:50 | Pkt:Herdis Lewis 12 Zb:Wilt Vincent 11 As:Keivan Baquain 2 | 54:74(19:12, 17:16, 6:22, 12:24) | Pkt:Jammar Major 22 Zb:Jammar Major 8 As:Marcus Nelson 4 | HSBC Arena, Rio de Janeiro Sędzia: - Choi Moon Shing - Ciano Edoardo - Gianluca Mattioli |

| 19 lipca 201111:10 | Korea Południowa                                                    | 76:68(25:13, 9:9, 20:14, 29:19) | Cypr                                                                 | HSBC Arena, Rio de Janeiro Sędzia: - Ciano Edoardo - Jonas Pereira - Francisco Lima Filho |
| 19 lipca 201111:10 | Pkt:Yeong Hwam Kim 15 Zb:Y.H.Kim, H.M.Lee 4 As:B.H.Kang, H.J.Hoon 3 | 76:68(25:13, 9:9, 20:14, 29:19) | Pkt:Kyriakos Pantziaros 17 Zb:Loizidis Christos 6 As:Simon Michael 5 | HSBC Arena, Rio de Janeiro Sędzia: - Ciano Edoardo - Jonas Pereira - Francisco Lima Filho |

| 19 lipca 201113:20 | Kanada                                                              | 45:103(7:31, 12:26, 11:19, 15:27) | Stany Zjednoczone                                                             | HSBC Arena, Rio de Janeiro Sędzia: - Vander Nunes Jr. - Charalambos Santos - Ravshan Ganiev |
| 19 lipca 201113:20 | Pkt:Bradley Krajcik 15 Zb:Laszlo Andrew Rupf 5 As:Bradley Krajcik 2 | 45:103(7:31, 12:26, 11:19, 15:27) | Pkt:Matthew Holland, Paul Nelson 22 Zb:Vernando Harris 10 As:Matthew McCrew 3 | HSBC Arena, Rio de Janeiro Sędzia: - Vander Nunes Jr. - Charalambos Santos - Ravshan Ganiev |

| 19 lipca 201119:50 | Grecja                                                             | 71:54(21:18, 18:11, 13:13, 19:12) | Trynidad i Tobago                                          | HSBC Arena, Rio de Janeiro Sędzia: - Wayne Otto - Mauricio Serour - Romualdas Brazauskas |
| 19 lipca 201119:50 | Pkt:Nikos Papanikolaou 14 Zb:Nikolaos Tsoutsos 7 As:Thomas Nikos 5 | 71:54(21:18, 18:11, 13:13, 19:12) | Pkt:Wilt Vincent 11 Zb:Keivan Baquain 9 As:Stephen Lewis 2 | HSBC Arena, Rio de Janeiro Sędzia: - Wayne Otto - Mauricio Serour - Romualdas Brazauskas |

| 20 lipca 201111:10 | Cypr                                                                | 54:93(15:25, 11:14, 16:24, 12:30) | Stany Zjednoczone                                                                             | HSBC Arena, Rio de Janeiro Sędzia: - Gianluca Mattioli - Romualdas Brazauskas - Mauricio Serour |
| 20 lipca 201111:10 | Pkt:Bradley Krajcik 15 Zb:Jammar Major 15 As:Nicolas Constantinou 4 | 54:93(15:25, 11:14, 16:24, 12:30) | Pkt:Simon Michael, Nicolas Constantinou 15 Zb:Kevin Clark 10 As:Marcus Nelson, Andrew Henke 3 | HSBC Arena, Rio de Janeiro Sędzia: - Gianluca Mattioli - Romualdas Brazauskas - Mauricio Serour |

| 20 lipca 201115:30 | Trynidad i Tobago                                         | 78:69(20:23, 23:15, 12:20, 23:11) | Korea Południowa                                                         | HSBC Arena, Rio de Janeiro Sędzia: - Jonas Pereira - Yunus Janahi - Vander Nunes Jr. |
| 20 lipca 201115:30 | Pkt:Stephen Lewis 30 Zb:Wilt Vincent 9 As:Stephen Lewis 4 | 78:69(20:23, 23:15, 12:20, 23:11) | Pkt:B. H. Kang, G. J. Lee 15 Zb:Ham Ji Hoon 9 As:B. H. Kang, H. M. Lee 6 | HSBC Arena, Rio de Janeiro Sędzia: - Jonas Pereira - Yunus Janahi - Vander Nunes Jr. |

| 20 lipca 201119:50 | Kanada                                                            | 47:99(19:22, 9:26, 16:26, 12:25) | Grecja                                                                    | HSBC Arena, Rio de Janeiro Sędzia: - Jonas Pereira - Yunus Janahi - Vander Nunes Jr. |
| 20 lipca 201119:50 | Pkt:Nicholas Cooke 19 Zb:Nicholas Cooke 7 As:Andrew Laszlo Rupf 1 | 47:99(19:22, 9:26, 16:26, 12:25) | Pkt:Ioannis Psathas 14 Zb:Nikos Papanikolaou 5 As:Antonios Gkontopoulos 5 | HSBC Arena, Rio de Janeiro Sędzia: - Jonas Pereira - Yunus Janahi - Vander Nunes Jr. |

| 21 lipca 201111:10 | Cypr                                                                          | 65:70(19:14, 4:22, 26:12, 22:22) | Trynidad i Tobago                                          | HSBC Arena, Rio de Janeiro Sędzia: - Vander Nunes Jr. - Jonas Pereira - Patrick Rosenow |
| 21 lipca 201111:10 | Pkt:Nicolas Constantinou 18 Zb:Andreas Katsiamides 5 As:Andreas Katsiamides 3 | 65:70(19:14, 4:22, 26:12, 22:22) | Pkt:Keivan Baquain 13 Zb:Wilt Vincent 9 As:Stephen Lewis 7 | HSBC Arena, Rio de Janeiro Sędzia: - Vander Nunes Jr. - Jonas Pereira - Patrick Rosenow |

| 21 lipca 201115:30 | Stany Zjednoczone                                        | 82:76(22:16, 18:11, 16:25, 26:24) | Grecja                                                                   | HSBC Arena, Rio de Janeiro Sędzia: - Edoardo Ciano - Vytenis Kazlauskas - Francisco Lima Filho |
| 21 lipca 201115:30 | Pkt:Matthew McCraw 21 Zb:Jammar Major 7 As:Kevin Clark 2 | 82:76(22:16, 18:11, 16:25, 26:24) | Pkt:Ioannis Psathas 21 Zb:Nikos Papanikolaou 9 As:Alexandros Petroulas 3 | HSBC Arena, Rio de Janeiro Sędzia: - Edoardo Ciano - Vytenis Kazlauskas - Francisco Lima Filho |

| 21 lipca 201117:40 | Cypr                                                        | 67:98(11:29, 22:13, 16:25, 20:29) | Trynidad i Tobago                                        | HSBC Arena, Rio de Janeiro Sędzia: - Vander Nunes Jr. - Gianluca Mattioli - Romualdas Brazauskas |
| 21 lipca 201117:40 | Pkt:Nicholas Cooke 22 Zb:Bradley Krajcik 6 As:Jeremy Kerr 5 | 67:98(11:29, 22:13, 16:25, 20:29) | Pkt:Byung Hun Kang 17 Zb:Ham Ji Hoon 4 As:Hyun Min Lee 3 | HSBC Arena, Rio de Janeiro Sędzia: - Vander Nunes Jr. - Gianluca Mattioli - Romualdas Brazauskas |

#### Grupa B
| Miejsce | Drużyna    | Mecze | Punkty | Zwyc. | Por. | Kosze   | Bilans |
| ------- | ---------- | ----- | ------ | ----- | ---- | ------- | ------ |
| 1       | Litwa      | 5     | 10     | 5     | 0    | 406-320 | +86    |
| 2       | Brazylia   | 5     | 9      | 4     | 1    | 345-279 | +66    |
| 3       | Włochy     | 5     | 8      | 3     | 2    | 382-376 | +6     |
| 4       | Katar      | 5     | 6      | 1     | 4    | 352-367 | -15    |
| 5       | Kazachstan | 5     | 6      | 1     | 4    | 302-340 | -38    |
| 6       | Uzbekistan | 5     | 6      | 1     | 4    | 289-384 | -95    |

| 17 lipca 201113:20 | Włochy                                                         | 75:65(17:11, 23:18, 21:20, 14:22) | Kazachstan                                                     | HSBC Arena, Rio de Janeiro Sędzia: - Oralia Guenther - Yunus Janahi - Choi Moon Shig |
| 17 lipca 201113:20 | Pkt:Patrick Baldassarre 21 Zb:Andrea Storchi 9 As:A. Storchi 3 | 75:65(17:11, 23:18, 21:20, 14:22) | Pkt:Vsevolod Fadeikein 15 Zb:V. Fadeikein 9 As:Maxim Smirnov 3 | HSBC Arena, Rio de Janeiro Sędzia: - Oralia Guenther - Yunus Janahi - Choi Moon Shig |

| 17 lipca 201115:30 | Katar                                              | 85:60(27:9, 25:6, 12:20, 21:25) | Uzbekistan                                                                       | HSBC Arena, Rio de Janeiro Sędzia: - Wayne Otto - Anthony Forde - Vander Nunes Jr. |
| 17 lipca 201115:30 | Pkt:Ali Ali 20 Zb:Fadi Ani Abilmoni 7 As:Ali Ali 3 | 85:60(27:9, 25:6, 12:20, 21:25) | Pkt:V. Denisov, K. Gusev 12 Zb:Hurmatjon Nuraliev 7 As:H. Nuraliev, E. Shatrov 3 | HSBC Arena, Rio de Janeiro Sędzia: - Wayne Otto - Anthony Forde - Vander Nunes Jr. |

| 17 lipca 201120:00 | Litwa                                                                                       | 65:61(10:23, 13:10, 13:10, 20:18) | Brazylia                                                                 | HSBC Arena, Rio de Janeiro Sędzia: - Charalambos Santos - Patrick Rosenow - Afentoulidis Vasileios |
| 17 lipca 201120:00 | Pkt:G. Andrijauskas, V. Sarakauskas 17 Zb:M. Kagauda, T. Lukosevičius 5 As:R. Ambrulaitis 1 | 65:61(10:23, 13:10, 13:10, 20:18) | Pkt:Luis Felipe Ribeiro 20 Zb:Wagner Mattos 7 As:Frederico Lima Santos 5 | HSBC Arena, Rio de Janeiro Sędzia: - Charalambos Santos - Patrick Rosenow - Afentoulidis Vasileios |

| 18 lipca 201109:00 | Kazachstan                                                                             | 58:59(18:19, 9:8, 11:17, 20:15) | Uzbekistan                                                         | HSBC Arena, Rio de Janeiro Sędzia: - Francisca Lima Filho - Afentoulidis Vasileios - Charalambos Santos |
| 18 lipca 201109:00 | Pkt:Dimitriy Gavrilov, Dimitriy Klimov 17 Zb:Dimitriy Klimov 10 As:Vsevolod Fadeikin 4 | 58:59(18:19, 9:8, 11:17, 20:15) | Pkt:Alelsandr Kolov 21 Zb:Alelsandr Kolov 10 As:Evgenily Shatrov 2 | HSBC Arena, Rio de Janeiro Sędzia: - Francisca Lima Filho - Afentoulidis Vasileios - Charalambos Santos |

| 18 lipca 201113:20 | Katar                                               | 69:82(20:18, 12:21, 15:19, 22:24) | Litwa                                                               | HSBC Arena, Rio de Janeiro Sędzia: - Jonas Pereira - Mauricio Serour - Edoardo Ciano |
| 18 lipca 201113:20 | Pkt:Fadi Hani Abilmoni 23 Zb:Ali Ali 4 As:Ali Ali 4 | 69:82(20:18, 12:21, 15:19, 22:24) | Pkt:Marius Kugauda 23 Zb:Vytautas Sarakauskas 8 As:Henrikas Rumsa 3 | HSBC Arena, Rio de Janeiro Sędzia: - Jonas Pereira - Mauricio Serour - Edoardo Ciano |

| 18 lipca 201119:40 | Brazylia                                                                   | 73:64(15:10, 22:14, 14:27, 22:13) | Włochy                                                           | HSBC Arena, Rio de Janeiro Sędzia: - Romualdas Brazauskas - Ravshan Ganiev - Anthony Forde |
| 18 lipca 201119:40 | Pkt:Luiz Felipe Ribeiro 15 Zb:Luiz Felipe Ribeiro 8 As:Luiz Felipe Lemes 3 | 73:64(15:10, 22:14, 14:27, 22:13) | Pkt:Roberto Prandin 22 Zb:Patrick Baldassare 9 As:Stefano Leva 4 | HSBC Arena, Rio de Janeiro Sędzia: - Romualdas Brazauskas - Ravshan Ganiev - Anthony Forde |

| 19 lipca 201109:00 | Uzbekistan                                                                                | 53:86(7:21, 11:24, 15:20, 20:21) | Litwa | HSBC Arena, Rio de Janeiro Sędzia: - Choi Moon Shig - Yunus Janahi - Ginaluca Mattioli |
| 19 lipca 201109:00 | Pkt:Aleksandr Kozlov 15 Zb:Gennadly Zinovyev 8 As:Samender Juginisovs,Gennadly Zinovyev 3 | 53:86(7:21, 11:24, 15:20, 20:21) | Pkt:Henrikas Rumsa 20 Zb:Eimantas Narusis 11 As:E. Narusis, V. Sarakauskas, R. Ambrulaitis, T. Lukosevicius 3 | HSBC Arena, Rio de Janeiro Sędzia: - Choi Moon Shig - Yunus Janahi - Ginaluca Mattioli |

| 19 lipca 201115:30 | Brazylia                                                                           | 59:47(13:9, 14:12, 15:20, 14:12) | Kazachstan                                                                               | HSBC Arena, Rio de Janeiro Sędzia: - Anthony Forde - Choi Moon Shig - Oralia Guenther |
| 19 lipca 201115:30 | Pkt:José Estevam Ferreira Júnior 10 Zb:Wagner Mattos 10 As:Frederico Lima Santos 3 | 59:47(13:9, 14:12, 15:20, 14:12) | Pkt:Vsevolod Fadeikin 16 Zb:Vsevolod Fadeikin 7 As:A. Timoshin, I. Nechayev, I. Kulkin 1 | HSBC Arena, Rio de Janeiro Sędzia: - Anthony Forde - Choi Moon Shig - Oralia Guenther |

| 19 lipca 201117:40 | Włochy                                                                            | 85:80(24:18, 14:22, 24:21, 23:19) | Katar                                                           | HSBC Arena, Rio de Janeiro Sędzia: - Vytenis Kazlauskas - Patrick Rosenow - Afentoulidis Vasileios |
| 19 lipca 201117:40 | Pkt:Roberto Prandin 21 Zb:Patrick Baldassare 6 As:Roberto Prandin, Stefano Leva 4 | 85:80(24:18, 14:22, 24:21, 23:19) | Pkt:Ali Ali 22 Zb:Ali Ali, Baker Mohammed 6 As:Baker Mohammed 6 | HSBC Arena, Rio de Janeiro Sędzia: - Vytenis Kazlauskas - Patrick Rosenow - Afentoulidis Vasileios |

| 20 lipca 201109:00 | Kazachstan                                                       | 56:82(9:25, 17:16, 18:22, 12:19) | Litwa                                                                    | HSBC Arena, Rio de Janeiro Sędzia: - Charalambos Santos - Afentoulidis Vasileios - Edoardo Ciano |
| 20 lipca 201109:00 | Pkt:Vsevolod Fadeikin 11 Zb:Alexey Timoshin 5 As:Ivan Nechayev 3 | 56:82(9:25, 17:16, 18:22, 12:19) | Pkt:Marius Kugauda 13 Zb:Raimondas Ambrulatis 11 As:Gytis Andrijauskas 5 | HSBC Arena, Rio de Janeiro Sędzia: - Charalambos Santos - Afentoulidis Vasileios - Edoardo Ciano |

| 20 lipca 201113:20 | Katar                                                          | 53:64(14:16, 13:23, 13:12, 13:13) | Brazylia                                                                              | HSBC Arena, Rio de Janeiro Sędzia: - Ravshan Ganiev - Wayne Otto - Choi Moon Shig |
| 20 lipca 201113:20 | Pkt:Ali Ali 22 Zb:Alioune Ndoye, Mohamme Seleem 6 As:Ali Ali 3 | 53:64(14:16, 13:23, 13:12, 13:13) | Pkt:Luiz Felipe Lemos 15 Zb:Luiz Felipe Lemos 6 As:Shilton Santos, Frederico Santos 3 | HSBC Arena, Rio de Janeiro Sędzia: - Ravshan Ganiev - Wayne Otto - Choi Moon Shig |

| 20 lipca 201117:40 | Uzbekistan                                                                  | 67:77(13:20, 22:19, 18:14, 14:24) | Włochy                                                              | HSBC Arena, Rio de Janeiro Sędzia: - Vytenis Kazlauskas - Mauricio Serour - Francisca Lima Filho |
| 20 lipca 201117:40 | Pkt:Vyacheslav Denisov 15 Zb:Samender Juginisovs 6 As:Samender Juginisovs 2 | 67:77(13:20, 22:19, 18:14, 14:24) | Pkt:Vicenzo de Viccaro 21 Zb:Patrick Baldassare 7 As:Stefano Leva 4 | HSBC Arena, Rio de Janeiro Sędzia: - Vytenis Kazlauskas - Mauricio Serour - Francisca Lima Filho |

| 21 lipca 201109:00 | Kazachstan                                                          | 76:65(21:22, 22:15, 17:13, 16:15) | Katar                                                                     | HSBC Arena, Rio de Janeiro Sędzia: - Mauricio Serour - Anthony Forde - Oralia Guenther |
| 21 lipca 201109:00 | Pkt:Dimitriy Gavrilov 25 Zb:Vsevolod Fadeikib 10 As:Maxim Smirnov 4 | 76:65(21:22, 22:15, 17:13, 16:15) | Pkt:Alioune Ndoye 24 Zb:Alioune Ndoye 10 As:Ali Ali, Fadi Hani Abilmoni 3 | HSBC Arena, Rio de Janeiro Sędzia: - Mauricio Serour - Anthony Forde - Oralia Guenther |

| 21 lipca 201113:20 | Litwa                                                                         | 91:81(26:32, 16:9, 22:20, 27:20) | Włochy                                                           | HSBC Arena, Rio de Janeiro Sędzia: - Wayne Otto - Choi Moon Shig - Ravshan Ganiev |
| 21 lipca 201113:20 | Pkt:Gytis Andrijauskas 20 Zb:Vytautas Sarakauskas 9 As:Vytautas Sarakauskas 5 | 91:81(26:32, 16:9, 22:20, 27:20) | Pkt:Patrick Baldassare 29 Zb:Stefano Leva 4 As:Roberto Prandin 4 | HSBC Arena, Rio de Janeiro Sędzia: - Wayne Otto - Choi Moon Shig - Ravshan Ganiev |

| 21 lipca 201119:50 | Uzbekistan | 55:80(8:16, 11:14, 13:26, 18:32) | Brazylia                                                                                             | HSBC Arena, Rio de Janeiro Sędzia: - Yunus Janahi - Charalambos Santos - Afentoulidis Vasileios |
| 21 lipca 201119:50 | Pkt:Vyacheslav Denisov 13 Zb:Aleksandr Kozlov, Vyacheslav Denisov, Samender Juginisovs 5 As:Evgeniy Shatrov 2 | 55:80(8:16, 11:14, 13:26, 18:32) | Pkt:Luiz Felipe Lemes 29 Zb:José Ferreira Estevam Júnior, Fernando Coloneze 8 As:Luiz Felipe Lemes 5 | HSBC Arena, Rio de Janeiro Sędzia: - Yunus Janahi - Charalambos Santos - Afentoulidis Vasileios |

### Faza pucharowa

#### Drabinka pucharowa
|  |                                   |                      |                                   |                                   |    |                   |                                   |                                   |                                   |                                   |                   |       |       |
|  | Ćwierćfinały                      | Ćwierćfinały         | Ćwierćfinały                      |                                   |    | Półfinały         | Półfinały                         | Półfinały                         |                                   |                                   | Finał             | Finał | Finał |
|  | Ćwierćfinały                      | Ćwierćfinały         | Ćwierćfinały                      |                                   |    | Półfinały         | Półfinały                         | Półfinały                         |                                   |                                   | Finał             | Finał | Finał |
|  | 22 lipca(dts) br - Rio de Janeiro |                      |                                   |                                   |    |                   |                                   |                                   |                                   |                                   |                   |       |       |
|  |                                   |                      |                                   |                                   |    |                   |                                   |                                   |                                   |                                   |                   |       |       |
|  | A1 Stany Zjednoczone              | A1 Stany Zjednoczone | 95                                |                                   |    |                   |                                   |                                   |                                   |                                   |                   |       |       |
|  | A1 Stany Zjednoczone              | A1 Stany Zjednoczone | 95                                | 23 lipca(dts) br - Rio de Janeiro |    |                   |                                   |                                   |                                   |                                   |                   |       |       |
|  | B4 Katar                          | B4 Katar             | 84                                |                                   |    |                   |                                   |                                   |                                   |                                   |                   |       |       |
|  | B4 Katar                          | B4 Katar             | 84                                |                                   |    | Stany Zjednoczone | Stany Zjednoczone                 | 52                                |                                   |                                   |                   |       |       |
|  | 22 lipca(dts) br - Rio de Janeiro |                      |                                   |                                   |    | Stany Zjednoczone | Stany Zjednoczone                 | 52                                |                                   |                                   |                   |       |       |
|  |                                   |                      | Brazylia                          | Brazylia                          | 59 |                   |                                   |                                   |                                   |                                   |                   |       |       |
|  | A3 Trynidad i Tobago              | A3 Trynidad i Tobago | Brazylia                          | Brazylia                          | 59 | 42                |                                   |                                   |                                   |                                   |                   |       |       |
|  | A3 Trynidad i Tobago              | A3 Trynidad i Tobago |                                   |                                   |    | 42                | 24 lipca(dts) br - Rio de Janeiro |                                   |                                   |                                   |                   |       |       |
|  | B2 Brazylia                       | B2 Brazylia          | 67                                |                                   |    |                   |                                   |                                   |                                   |                                   |                   |       |       |
|  | B2 Brazylia                       | B2 Brazylia          | 67                                |                                   |    | Brazylia          | Brazylia                          | 76                                |                                   |                                   |                   |       |       |
|  | 22 lipca(dts) br - Rio de Janeiro |                      |                                   |                                   |    | Brazylia          | Brazylia                          | 76                                |                                   |                                   |                   |       |       |
|  |                                   |                      | Grecja                            | Grecja                            | 64 |                   |                                   |                                   |                                   |                                   |                   |       |       |
|  | A2 Grecja                         | A2 Grecja            | Grecja                            | Grecja                            | 64 | 82                |                                   |                                   |                                   |                                   |                   |       |       |
|  | A2 Grecja                         | A2 Grecja            | 23 lipca(dts) br - Rio de Janeiro |                                   |    | 82                |                                   |                                   |                                   |                                   |                   |       |       |
|  | B3 Włochy                         | B3 Włochy            | 64                                |                                   |    |                   |                                   |                                   |                                   |                                   |                   |       |       |
|  | B3 Włochy                         | B3 Włochy            | 64                                |                                   |    | Grecja            | Grecja                            | 83                                | Mecz o 3. miejsce                 | Mecz o 3. miejsce                 | Mecz o 3. miejsce |       |       |
|  | 22 lipca(dts) br - Rio de Janeiro |                      |                                   |                                   |    | Grecja            | Grecja                            | 83                                | Mecz o 3. miejsce                 | Mecz o 3. miejsce                 | Mecz o 3. miejsce |       |       |
|  |                                   |                      | Korea Południowa                  | Korea Południowa                  | 67 |                   |                                   | 24 lipca(dts) br - Rio de Janeiro | 24 lipca(dts) br - Rio de Janeiro | 24 lipca(dts) br - Rio de Janeiro |                   |       |       |
|  | A4 Korea Południowa               | A4 Korea Południowa  | Korea Południowa                  | Korea Południowa                  | 67 | 85                |                                   | 24 lipca(dts) br - Rio de Janeiro | 24 lipca(dts) br - Rio de Janeiro | 24 lipca(dts) br - Rio de Janeiro |                   |       |       |
|  | A4 Korea Południowa               | A4 Korea Południowa  |                                   |                                   |    |                   |                                   | Stany Zjednoczone                 | Stany Zjednoczone                 | 84                                |                   |       |       |
|  | B1 Litwa                          | B1 Litwa             | 73                                |                                   |    |                   |                                   |                                   | Stany Zjednoczone                 | 84                                |                   |       |       |
|  | B1 Litwa                          | B1 Litwa             | 73                                |                                   |    |                   |                                   | Korea Południowa                  | Korea Południowa                  | 83                                |                   |       |       |
|  |                                   |                      |                                   |                                   |    |                   |                                   |                                   | Korea Południowa                  | 83                                |                   |       |       |

#### Ćwierćfinały
| 22 lipca 201109:00 | Grecja                                                                               | 82:64(16:16, 21:20, 26:13, 19:15) | Włochy                                                       | HSBC Arena, Rio de Janeiro Sędzia: - Wayne Otto - Charalambos Santos - Francisco Lima Filho |
| 22 lipca 201109:00 | Pkt:Nikos Papanikolaou 17 Zb:Nikos Papanikolaou, Ioannis Psathas 8 As:Thomas Nikos 7 | 82:64(16:16, 21:20, 26:13, 19:15) | Pkt:Roberto Prandin 21 Zb:Andrea Storchi 4 As:Stefano Leva 4 | HSBC Arena, Rio de Janeiro Sędzia: - Wayne Otto - Charalambos Santos - Francisco Lima Filho |

| 22 lipca 201111:10 | Trynidad i Tobago                                                   | 42:76(11:16, 4:19, 13:15, 14:17) | Brazylia                                                                                | HSBC Arena, Rio de Janeiro Sędzia: - Patrick Rosenow - Anthony Forde - Oralia Guenther |
| 22 lipca 201111:10 | Pkt:Stephen Lewis 13 Zb:Kevin Baquain 9 As:W. Vincent, D. Boxhill 1 | 42:76(11:16, 4:19, 13:15, 14:17) | Pkt:Luiz Felipe Ribeiro 16 Zb:José Estevam Ferreira Júnior 8 As:Frederico Lima Santos 6 | HSBC Arena, Rio de Janeiro Sędzia: - Patrick Rosenow - Anthony Forde - Oralia Guenther |

| 22 lipca 201113:20 | Stany Zjednoczone                                                   | 95:84(27:20, 15:25, 22:24, 31:15) | Katar                                                | HSBC Arena, Rio de Janeiro Sędzia: - Gianluca Mattioli - Vander Nunes Jr. - Afentoulidis Vasileios |
| 22 lipca 201113:20 | Pkt:Matthew McCraw 33 Zb:Cleveland Richard 6 As:Cleveland Richard 5 | 95:84(27:20, 15:25, 22:24, 31:15) | Pkt:Babcar Marone 22 Zb:Cheik Ibrahim 7 As:Ali Ali 3 | HSBC Arena, Rio de Janeiro Sędzia: - Gianluca Mattioli - Vander Nunes Jr. - Afentoulidis Vasileios |

| 22 lipca 201115:30 | Korea Południowa | 86:73(24:25, 25:4, 15:21, 21:23) | Litwa | HSBC Arena, Rio de Janeiro Sędzia: - Edoardo Ciano - Yunus Janahi - Mauricio Serour |
| 22 lipca 201115:30 |                  | 86:73(24:25, 25:4, 15:21, 21:23) |       | HSBC Arena, Rio de Janeiro Sędzia: - Edoardo Ciano - Yunus Janahi - Mauricio Serour |

#### Półfinały
| 23 lipca 201110:00 | Grecja                                                                     | 83:67(24:9, 20:9, 19:23, 20:26) | Korea Południowa                                        | HSBC Arena, Rio de Janeiro Sędzia: - Edoardo Ciano - Oralia Guenther - Anthony Forde |
| 23 lipca 201110:00 | Pkt:Nikos Papanikolaou 18 Zb:Nikos Papanikolaou 11 As:Nikos Papanikolaou 5 | 83:67(24:9, 20:9, 19:23, 20:26) | Pkt:Sueng Ho Ki 14 Zb:Hwi Ryang Jung 5 As:Sueng Ho Ki 4 | HSBC Arena, Rio de Janeiro Sędzia: - Edoardo Ciano - Oralia Guenther - Anthony Forde |

| 23 lipca 201112:10 | Brazylia                                                                      | 59:52(11:12, 16:17, 14:5, 18:18) | Stany Zjednoczone                           | HSBC Arena, Rio de Janeiro Sędzia: - Romualdas Brazauskas - Choi Moon Shig - Charalambos Santos |
| 23 lipca 201112:10 | Pkt:Frederico Lima Santos 14 Zb:Luiz Felipe Ribeiro 10 As:Wellington Santos 6 | 59:52(11:12, 16:17, 14:5, 18:18) | Pkt:Matthew Holland 17 Zb:Matthew Holland 9 | HSBC Arena, Rio de Janeiro Sędzia: - Romualdas Brazauskas - Choi Moon Shig - Charalambos Santos |

#### Mecz o 3. miejsce
| 24 lipca 201108:00 | Stany Zjednoczone | 84:83(24:18, 21:20, 19:22, 20:23) | Korea Południowa | HSBC Arena, Rio de Janeiro Sędzia: - Afentoulidis Vasileios - Jonas Pereira - Vytenis Kazlauskas |
| 24 lipca 201108:00 |                   | 84:83(24:18, 21:20, 19:22, 20:23) |                  | HSBC Arena, Rio de Janeiro Sędzia: - Afentoulidis Vasileios - Jonas Pereira - Vytenis Kazlauskas |

#### Finał
| 24 lipca 201110:10 | Brazylia | 76:64(18:14, 17:15, 21:20, 20:15) | Grecja | HSBC Arena, Rio de Janeiro Sędzia: - Gianluca Mattioli - Ravshan Ganyev - Wayne Otto |
| 24 lipca 201110:10 |          | 76:64(18:14, 17:15, 21:20, 20:15) |        | HSBC Arena, Rio de Janeiro Sędzia: - Gianluca Mattioli - Ravshan Ganyev - Wayne Otto |

## Klasyfikacja końcowa
| Miejsce | Zespół            | Wyniki |
| ------- | ----------------- | ------ |
| 1. !    | Brazylia          | 7-1    |
| 2. !    | Grecja            | 6-2    |
| 3. !    | Stany Zjednoczone | 7-1    |
| 4       | Korea Południowa  | 3-5    |
| 5       | Litwa             | 5-1    |
| 6       | Włochy            | 3-3    |
| 7       | Trynidad i Tobago | 3-3    |
| 8       | Katar             | 1-5    |
| 9       | Kazachstan        | 1–4    |
| 10      | Cypr              | 1–4    |
| 11      | Uzbekistan        | 1–4    |
| 12      | Kanada            | 0–5    |